# İzmit
İzmit (błędnie Kocaeli) – miasto w północno-zachodniej Turcji, nad zatoką İzmit (Morze Marmara). Ośrodek administracyjny ilu Kocaeli. 195 699 mieszkańców. Duży ośrodek przemysłowy, port morski, węzeł komunikacyjny.
Starożytna Nikomedia założona w 264 roku p.n.e. przez Nikomedesa I.

## Miasta partnerskie
- Kassel, Niemcy
- Ulsan, Korea Południowa
- Székesfehérvár, Węgry
- Jinan, Chińska Republika Ludowa
- Nowy Jork, Stany Zjednoczone